# Nieschütz
Nieschütz ist ein Ortsteil der sächsischen Gemeinde Diera-Zehren im Landkreis Meißen. Der Ort befindet sich rechts der Elbe, wurde 1239 ersterwähnt und gehört seit 1999 zu Diera-Zehren. In Nieschütz ist die Gemeindeverwaltung ansässig.

## Geographie

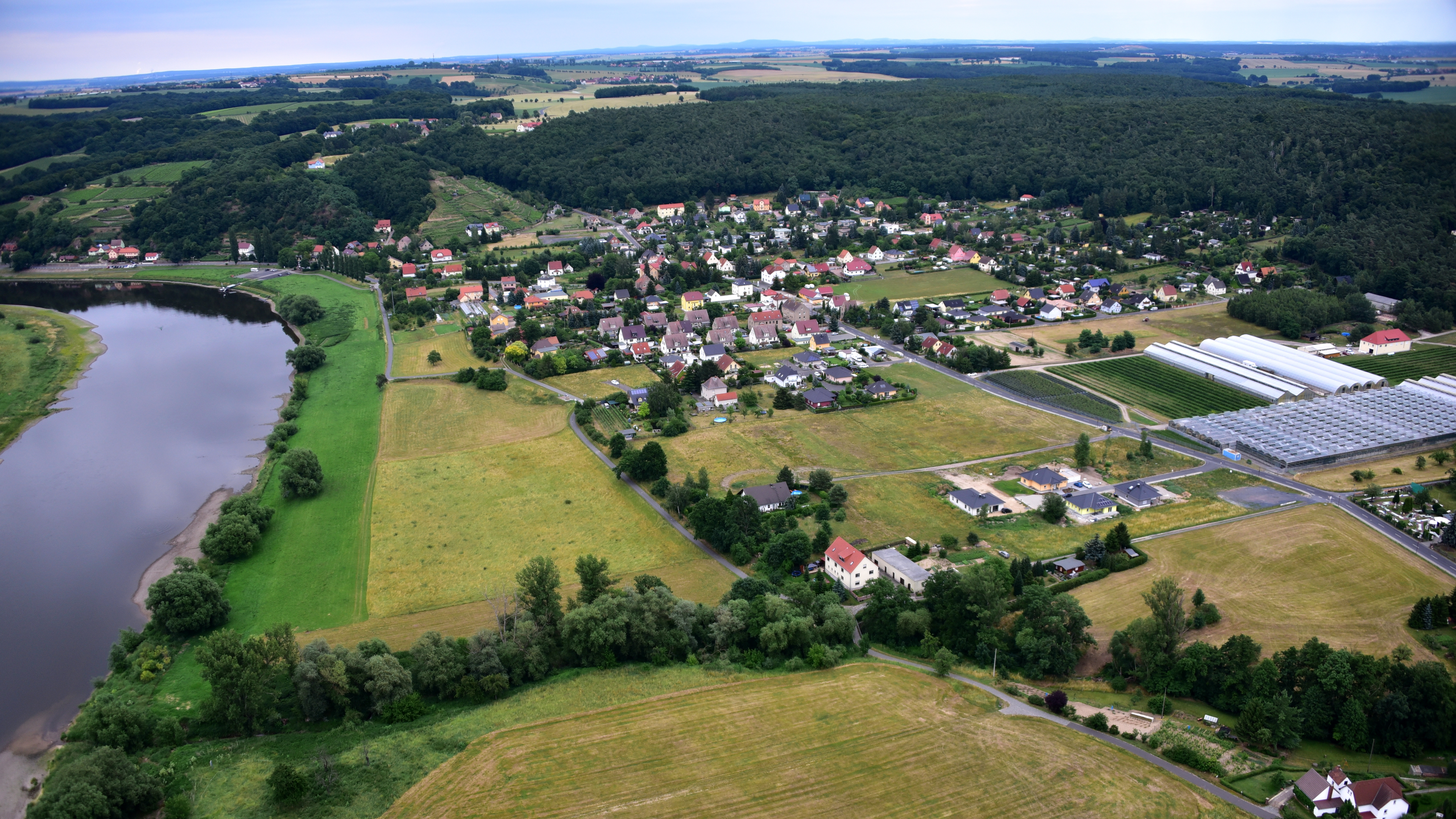
Nieschütz, Luftaufnahme (2017)

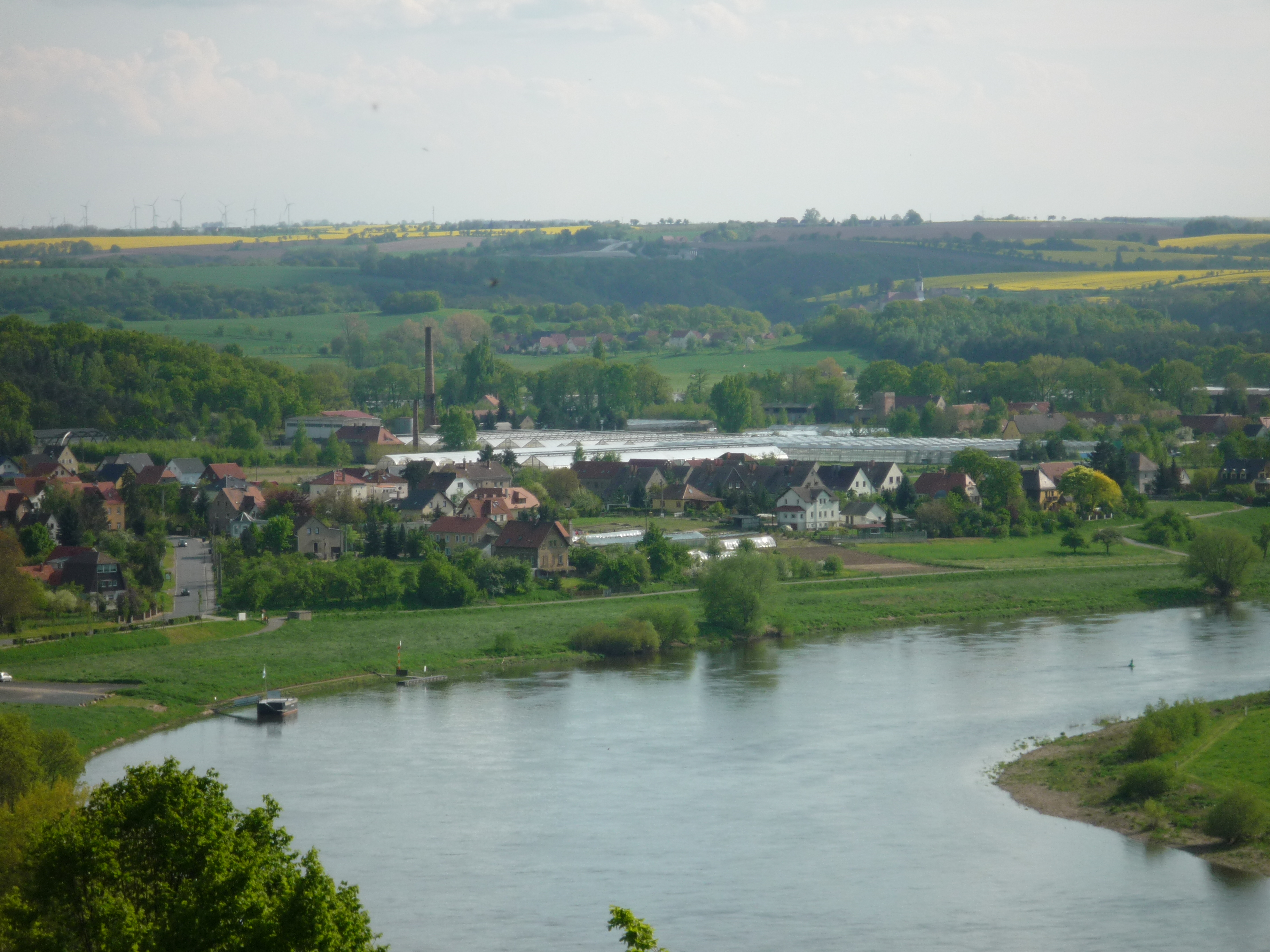
Blick von Norden auf Nieschütz

Der Ort liegt rund acht Kilometer nördlich der Kreisstadt Meißen an einem großen Elbbogen und der „Rauhen Furt“. Nieschütz befindet sich auf 104 m ü. NN in der Lommatzscher Pflege. Am östlichen Ortsrand schließt sich der Golkwald an. Durch Nieschütz fließt der Gosebach (auch Nieschützbach genannt). Er entspringt westlich von Ockrilla und mündet gegenüber dem Göhrischgut in die Elbe. Nieschütz ist in zwei Ortskerne gegliedert. Der südliche Ortskern ist rund um den Gosebach angeordnet, nordöstlich davon befindet sich der zweite Siedlungskern. Auf den leicht sandigen Böden um Nieschütz wird Spargel angebaut. Eine Gärtnerei betreibt zwischen den beiden Ortskernen ausgedehnte Gewächshausanlagen.
Nieschütz liegt an der sächsischen Staatsstraße 88, die den Ort mit Nünchritz im Norden und Meißen im Südosten verbindet. Die Staatsstraße hat durch Teile des Ortes einen gemeinsamen Verlauf mit der Kreisstraße 8010. Sie stellt die Verbindung nach Zadel im Süden und nach Kmehlen im Osten her. Im Norden des Ortes befindet sich ein Anleger an der Elbe. Am Nieschützer Elbufer entlang verläuft zudem ein Teil des Elberadwegs.
Nieschütz bildet eine eigene Ortsgemarkung, die in ihren Abmessungen der ehemaligen Gemeinde Nieschütz vor 1974 entspricht. Im Nordosten grenzt die Gemarkung Diesbar-Seußlitz an Nieschütz an. Östlich benachbart ist Golk, die südliche Nachbargemarkung von Nieschütz ist Zadel. Die Westgrenze der Gemarkung bildet die Elbe. Im Westen grenzt Nieschütz an Niedermuschütz, im Nordwesten an die Gemarkung Göhrisch an. Mit Ausnahme von Diesbar-Seußlitz, das zur Gemeinde Nünchritz gehört, sind alle umliegenden Gemarkungen Teil Diera-Zehrens.

## Geschichte
| Jahr    | Einwohner |
| ------- | --------- |
| 1834    | 153       |
| 1871    | 206       |
| 1890    | 217       |
| 1910    | 273       |
| 1925    | 332       |
| 1933    | 391       |
| 1939    | 442       |
| 1946    | 563       |
| 1950    | 874       |
| 1964    | 853       |
| → Diera |           |
| 2011    | 591       |
| 2019    | 612       |

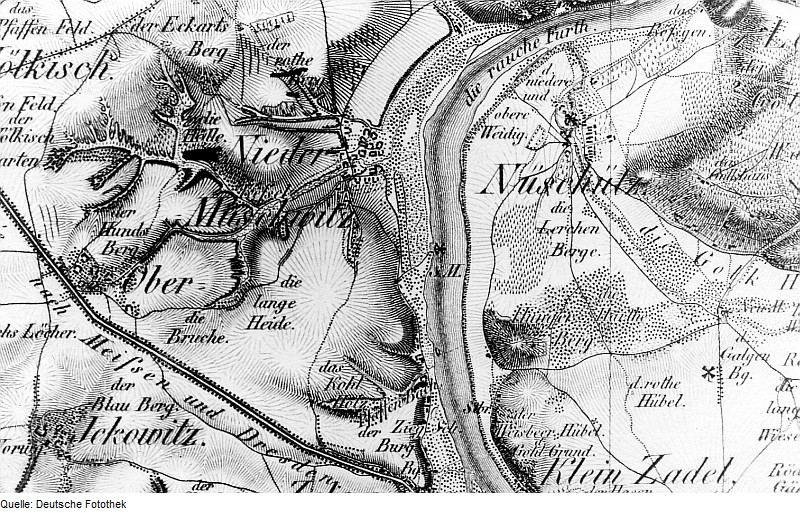
Nieschütz (rechts) und Umgebung im Topographischen Atlas des Königreichs Sachsen.

Nieschütz wird erstmals im Jahr 1239 als Nitswaz bzw. Nitsvaz erwähnt. Der Ortsname stammt aus dem Slawischen und geht wahrscheinlich auf den Namen des Ortsgründers Nisvad (= friedfertiger Mensch) zurück. In das Jahr 1245 fällt die Erwähnung von Nissewaz, im Jahr 1321 wurde Niswicz überliefert. Eine andere Namensvariante stammt aus dem Jahr 1438, als Nischwicz erwähnt wird. Über Neschewicz (1466), Nitzewitz (1486), Nischitz (1543), Nitzschwitz (1552), Nitzschkowitz (1555) und Nietschitz (1696) entwickelte sich der Ortsname im 19. Jahrhundert zur heutigen Form Nieschütz (veraltet Nischütz).
In der Frühen Neuzeit wurde Nieschütz von unterschiedlichen Herrschaften aus verwaltet. So gehörte der Ort Ende des 16. Jahrhunderts zum Amt Nossen, folgend dann Ende des 17. Jahrhunderts zum Amt Großenhain und in der Mitte des 18. Jahrhunderts zum Amt Zadel. Im beginnenden 19. Jahrhundert war Nieschütz zum Erbamt Meißen und ab 1856 zum Gerichtsamt Meißen gehörig. Ab dem Jahr 1875 oblag die Verwaltung dann der Amtshauptmannschaft Meißen. Bevor Nieschütz 1838 durch die Sächsische Landgemeindeordnung Eigenständigkeit als Landgemeinde erhielt, war der Ort durch das Lehnswesen geprägt. Das Kloster Altzelle (Altzella) übte 1552 die Grundherrschaft über 13 besessene Mann und drei Inwohner aus. Ende des 17. Jahrhunderts waren die Herren zu Zadel Grundherren, in der Mitte des 18. Jahrhunderts war das Dorf im Besitz des Fürsten und damit Amtsdorf. Nach dem Ende des Siebenjährigen Krieges (1756–1763) hatte er die Grundherrschaft über 15 besessene Mann und 6 Häusler inne, die 13 Hufen Land bewirtschafteten. Außerdem wurde eine Wüstung auf Nieschützer Flur erwähnt.
Im Jahr 1900 erstreckte sich um das Platzdorf Nieschütz eine 193 Hektar große gewannähnliche Streifenflur, die fast ausschließlich landwirtschaftlich genutzt wurde, da die Bewohner des Dorfes vornehmlich Bauern waren. Lebten 1834 noch 153 Menschen in Nieschütz, waren es 1890 bereits 217. In diese Zeit fällt die Bebauung des nordöstlichen Ortskerns, lokal „Neu-Leipzig“ genannt. Bis 1925 stieg die Einwohnerzahl auf 332 an. Eine in diesem Jahr durchgeführte Erhebung der Religionszugehörigkeit der Nieschützer zeigte, dass der überwiegende Teil von 313 der 332 Einwohner des Dorfes evangelisch-lutherisch war. Die übrigen 19 Menschen waren anderer oder keiner Religion. Schon im 16. Jahrhundert war der Ort in die Zadeler Kirche gepfarrt. Heute zählt Nieschütz mit den umliegenden Dörfern zur Kirchgemeinde Zadel.
Bis 1939 stieg die Bevölkerungszahl in Nieschütz bis auf 442 Einwohner an. Das Land Sachsen kam nach dem Zweiten Weltkrieg in die Sowjetische Besatzungszone und später zur DDR. Im Jahr 1946 wohnten 563 Menschen im Ort. Am 1. Juli 1950 wurden die vormals selbstständigen Gemeinden Golk und Löbsal nach Nieschütz eingemeindet, dessen Einwohnerzahl damit auf 874 stieg. Die seit dem 19. Jahrhundert bestehende Zugehörigkeit zu Meißen blieb auch nach der Gebietsreform 1952 erhalten, die Nieschütz als eigenständige Kommune dem Kreis Meißen im Bezirk Dresden zuordnete. Das bäuerliche Leben im Ort wurde nach dem Prinzip der Landwirtschaft in der DDR ausgerichtet. Am 1. März 1974 endete die 1838 erlangte Eigenständigkeit von Nieschütz wieder, der Ort wurde mit seinen Ortsteilen nach Diera eingegliedert. Am gleichen Datum kam auch Zadel zu Diera.
Nach der Deutschen Wiedervereinigung kam Nieschütz zum wiedergegründeten Freistaat Sachsen. Da die Gemeinde Diera mit ihren 1700 bis 2000 Einwohnern langfristig zu klein war, um weiterhin eigenständig bleiben zu können, bildete sie mit Wirkung zum 1. Januar 1999 mit Zehren und seinen Ortsteilen die neue Gemeinde Diera-Zehren. Seitdem ist Nieschütz einer der 21 Ortsteile dieser Gemeinde und wurde zudem Sitz der Gemeindeverwaltung Diera-Zehrens. Sie befindet sich Am Göhrischblick 1. Die folgenden Gebietsreformen in Sachsen ordneten Diera-Zehren 1996 dem Landkreis Meißen-Radebeul und 2008 dem Landkreis Meißen zu.
Heute hat Nieschütz (ohne Golk und Löbsal) etwa 600 Einwohner.

## In Nieschütz geborene Persönlichkeiten
- Anna-Monika Tzschichhold (* 1929), Textilgestalterin